# Langató
Langató (más néven Kis-Ligvánd, németül: Langental, horvátul: Longitolj) Szabadbáránd község része Ausztriában, Burgenland tartományban, a Felsőpulyai járásban.

## Fekvése
Felsőpulyától 2 km-re keletre fekszik.

## Története
A ligvándi határban a Niczky uraság majorsági földjén telepített kis szerződéses helység volt.
A trianoni békeszerződésig Sopron vármegye Felsőpulyai járásához tartozott. 1921-ben Ausztria Burgenland tartományának része lett. Ligvánd része volt, majd később vele együtt Szabadbáránd településrésze lett.

## Külső hivatkozások
- Szabadbáránd hivatalos oldala